# Partito Corso Autonomista
Il Partito Corso Autonomista (in corso Partitu Corsu Autonomistu, in francese Parti Corse Autonomiste) è stato un partito politico corso fondato da Petru Rocca nel 1927 sulle ceneri del Partitu Corsu d'Azzione.
Il partito nacque con l'idea d'indipendenza della Corsica dalla Francia, seguendo i Quattordici Punti del presidente statunitense Thomas Woodrow Wilson, ma dal 1932 sempre più membri del partito si avvicinarono all'Italia fascista e approvarono la politica espansionista di Mussolini e della Germania nazista.
IL PCA collaborò con il Partito Nazionalista Bretone e il Partito Nazionale Fascista italiano. 
Nel 1935 il partito contava di 9 sezioni in Corsica e 7 in Francia.
Nel 1936 fu favorevole all'occupazione dell'Etiopia da parte dell'Italia. Nel 1936 Mussolini proclamò la Corsica parte integrante dell'Italia e il PCA diede il suo supporto alla causa. Nel 1939 il partito venne sciolto dal prefetto di Bastia.